# The Dampier Collection
The Dampier Collection (zu Deutsch Dampier-Sammlung) ist eine englischsprachige Buchreihe zu den Entdeckungsreisen von William Dampier (1651–1715), die in jüngerer Zeit bei Createspace Independent Publishing Platform erschien (Tomes Maritime, 2018). Sie umfasst derzeit insgesamt 19 Bände.

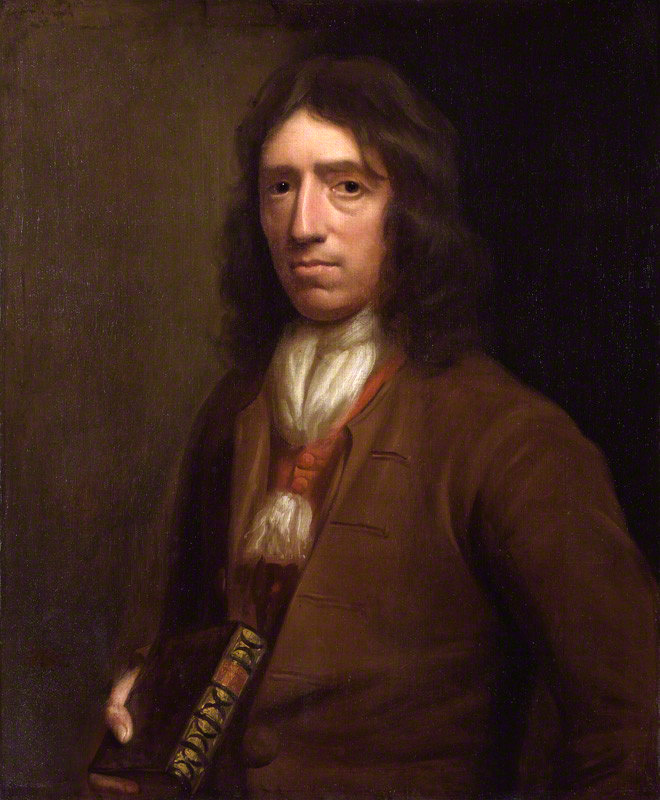
William Dampier

Wie bereits in dem älteren Sammelwerk A collection of voyages (London 1729) sind neben den Schriften von Dampier selbst auch die Werke anderer Autoren enthalten, die über die Reisen Dampiers und seiner Zeit berichten, darunter Woodes Rogers.
1679 schloss sich der 28-jährige William Dampier zunächst der Mannschaft des Freibeuter-Kapitäns Bartholomew Sharp auf den spanischen Meeren (Spanish Main) an. Er schloss sich 1686 der Cygnet von Charles Swan (gest. 1690) als Freibeuter und begann eine Weltumsegelung in Richtung Westen.

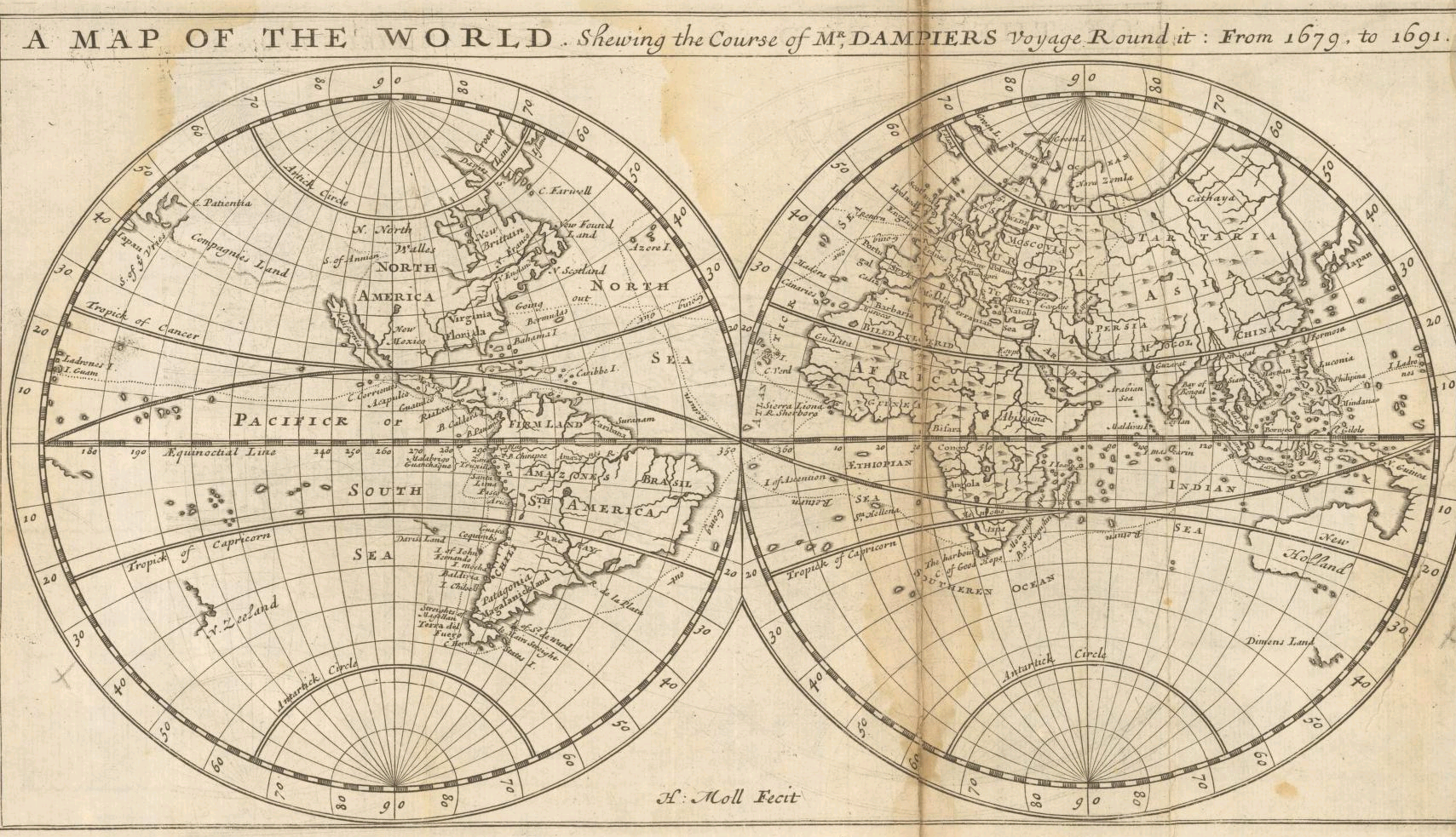
Weltkarte von Herman Moll mit der Route von Dampiers erster Weltumseglung

Die Schriften des englischen Freibeuters, Entdeckers und Seefahrers William Dampier, die das Kernstück der Reihe bilden, brachten ihm sowohl Bewunderer als auch Gönner ein. Dampier erkundete als erster Engländer Teile des heutigen Australiens und umsegelte als erster Mensch dreimal die Welt. Auf seiner Hin- und Rückreise machte Dampier zahlreiche Entdeckungen auf den entlegensten Ostindischen Inseln, an den fernen Küsten von Neuholland und Neu-Guinea.
Dampier wurde auch als Australiens erster Naturhistoriker und als einer der wichtigsten britischen Entdecker der Zeit zwischen Sir Walter Raleigh und James Cook bezeichnet. Dampier war auch ein beliebter und spannender Geschichtenerzähler, der sowohl Jonathan Swift als auch Daniel Defoe inspirierte. Dampiers größter Beitrag zur Entdeckungsgeschichte bestand darin, seine Landsleute für die Erforschung des Pazifiks zu begeistern, und im 18. Jahrhundert war es Großbritannien, das die Führung bei der Erforschung dieses Teils der Erde übernahm, was in den drei großen Expeditionen von Kapitän Cook gipfelte. Alexander von Humboldt lobte, dass nachfolgende Gelehrte Dampiers Arbeit nur wenig hinzufügen können.

## Bände
- 1. A New Voyage Round the World. William Dampier
- 2. Supplement of the Voyage Round the World. William Dampier
- 3. Two Voyages to Campeachy. William Dampier
- 4. A Discourse of Winds. William Dampier
- 5. A Voyage to New Holland. William Dampier
- 6. A Continuation of a Voyage to New Holland. William Dampier
- 7. The Adventures of William Dampier: Being William Dampier’s Unpublished Journal Sloan MS. 3236. William Dampier
- 8. William Dampier’s Atlas &c. A Collection of Maps. A Glossary. A Catalog of Old and New Place Names. Dampier’s Who’s Who. A Brisk Biography.
- 9. A Booty of Words. A Dictionary Devoted to the Linguistic Treasure Contributed to the English Language by the Pirate William Dampier
- 10. Wafer's New Voyage and Description of the Isthmus of Darien. Lionel Wafer
- 11. Cowley’s Voyage Round the Globe. William Ambrosia Cowley
- 12. Baz Ringrose’s Journal Into the South Seas. Basil Ringrose
- 13. William Dick’s South Sea Voyage. William Dick (aka William Williams)
- 14. Captain Sharp’s Journey Over the Isthmus of Darien and Expedition Into the South Seas. Bartholomew Sharp
- 15. The Voyage and Adventures of Bartholomew Sharp and Others in the South Seas. Anonymous
- 16. Funnell’s A Voyage Round the World. Containing an Account of Captain Dampier's Expedition Into the South-Seas in the Ship St George, In the Years 1703 and 1704. William Funnell. Beinhaltet: William Dampier’s Vindication von William Dampier
- 17. Woodes Rogers’ Cruising Voyage Round the World. Woodes Rogers
- 18. Woodes Rogers’ Life Aboard a British Privateer. Woodes Rogers
- 19. Edward Cooke’s A Voyage to the South Seas and Round the World. Captain Edward Cooke